# ケプラー296e
ケプラー296e（英語: Kepler-296e）とは、地球から見てこと座の方向に約740光年離れた位置にある赤色矮星同士の連星系、ケプラー296の主星、ケプラー296Aを公転している5つの太陽系外惑星のうちの1つである。

## 発見
ケプラー296eは2014年に、NASAのケプラー宇宙望遠鏡によって発見され、同時に公表された715個の太陽系外惑星と共に公表された。

## 名称
ケプラー296eはケプラー296Aのみ公転している為、ケプラー296Aeとも呼ばれる。存在確認前に付けられるKOIカタログでの名称はKOI-1422e、またはKOI-1422.05となる。さらに前に付けられるKICカタログでの名称はKIC 1149758eとなる。他に2MASS J19060960+4926143e、WISE J1906.59+492614.2eという名称も持つ。

## 特徴
| 地球 | ケプラー296e（R=1.53REの場合） |
| ---- | ------------------------------ |
| 地球 | Exoplanet                      |

ケプラー296eは地球の1.53倍もしくは1.75倍の半径を持つ。ケプラー296eはケプラー296Aから0.169AUの距離を34.14211日で公転している。この距離はケプラー296Aのハビタブルゾーン（液体の水が存在できる領域）内にあたる。その為、ケプラー296eは表面温度が244K (-29℃) と生命が存在できる可能性がある温度に維持されている。このことからケプラー296eには生命が存在する可能性がある。ちなみに外側にはケプラー296eと同様に生命が存在する可能性があるケプラー296fがある。
地球に似ているとされているが2013年に発見されたケプラー62eとケプラー62f、そして2014年4月に発見されたケプラー186fほど注目されていなかった。しかし2015年に発見された、より地球に似ているとされている3つの太陽系外惑星（ケプラー438b・ケプラー440b・ケプラー442b）との比較として掲示された際、初めて注目されるようになった。

### 地球や他の惑星との比較
ここに地球や現時点で、地球に似ているとされているその他の太陽系外惑星との比較表を示す。